# Huchem-Stammeln
Das Dorf Huchem-Stammeln (Dürener Platt Huchem-Stammele) ist der zweitgrößte Ortsteil der Gemeinde Niederzier. Es liegt im Kreis Düren in Nordrhein-Westfalen nahe der Rur und wenige hundert Meter entfernt vom Schnittpunkt der Autobahn A 4 Köln-Aachen und der B 56 von Düren nach Jülich.

## Geografie

Die Dörfer Hochem und Stammelen und die Niederköttenicher und Oberköttenicher Mühle um 1807

Das Dorf entstand aus drei Orten, Huchem (südlich), Stammeln (nördlich) und Köttenich (westlich). Der Umstand, dass diese länglichen Ortschaften an ihren äußeren Enden zusammenwuchsen, führte dazu, dass das räumliche Zentrum des Dorfes aus größeren Acker- und Weideflächen bestand, das von einem dünnen Ring aus bebauter Fläche umschlossen wurde. Diese Siedlungsform ist in der von Haufendörfern geprägten Kölner Bucht nur selten anzutreffen. Aufgrund des starken Wachstums des Dorfes seit der Mitte des 20. Jahrhunderts wurden die Ackerflächen in der Dorfmitte sukzessive in Bauland umgewandelt, so dass heute nur noch wenige Hektar der Ortsmitte unbebaut sind.
An der alten Grenze des ehemaligen Dorfteils Köttenich zu Huchem und Stammeln fließt der Lange Graben, ein ehemals ständig wasserführender Vorfluter, der bei Selhausen in die Rur mündet. Mit dem Ausbau der Industriegebiete im Umfeld der A 4 (Rurbenden, Talbenden (zu Düren), Großes Tal (zu Düren)) wurden weite Teile seines Quellgebietes versiegelt. Als Konsequenz fällt der Bach häufig trocken. Ebenso steigt die Wasserfracht bei sommerlichen Starkregen stark an. Ende der 1990er Jahre geschah es regelmäßig, dass die Wasserfracht des Baches schon am Eingang ins Wohngebiet des Dorfes so groß war, dass ein Rückstau ins Kanalsystem stattfand, wodurch viele Keller unter Wasser gesetzt wurden. Infolgedessen beschloss die Gemeinde Niederzier den Bau von Regenrückhaltebecken und eines zusätzlichen Regenwasserkanals vom Langen Graben zur Rur.

## Geschichte

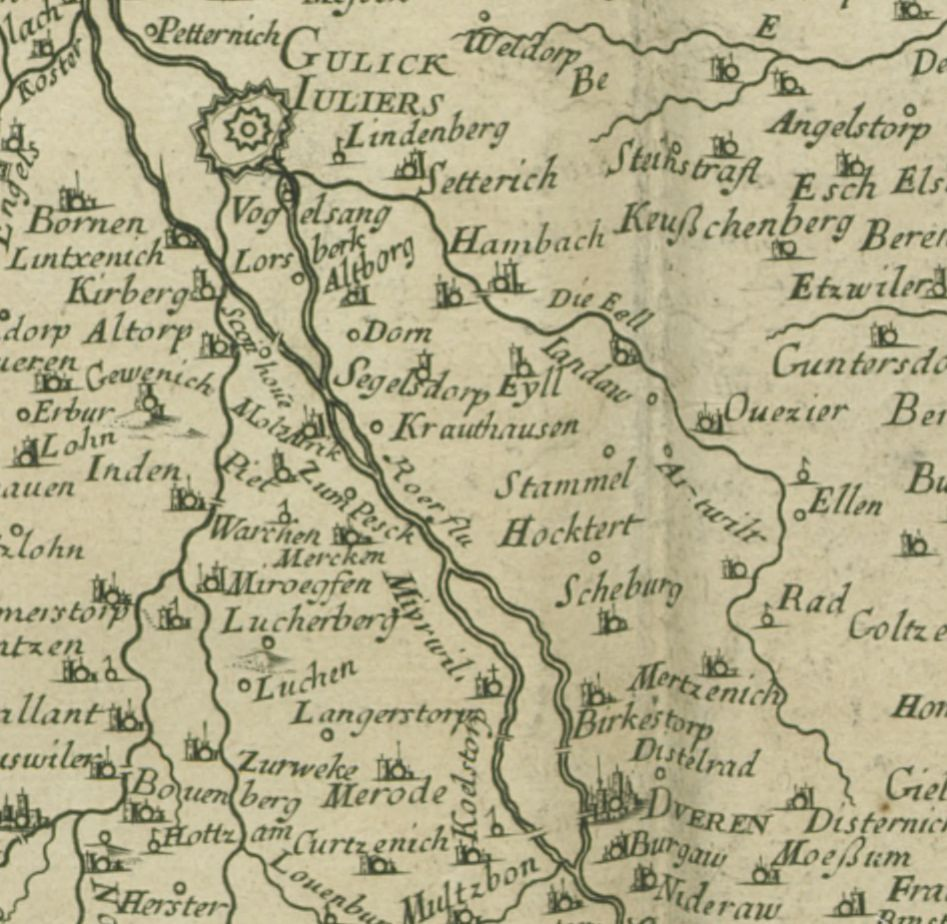
Kartenausschnitt aus einer Karte des Herzogtums Jülich von Guillaume Sanson 1681

Frühe kartografische Nachweise der Existenz der beiden Ortsteile Huchem (Hocktert) und Stammeln (Stammel) finden sich auf einer Landkarte aus dem Jahre 1681. Die Karte des französischen Hofkartografen Guillaume Sanson trägt den Titel „Le Duché de Iuliers... et la Ville Imperiale d'Aix la chapelle“.
In der Bevölkerungsliste des Jahres 1799 werden für die beiden Ortschaften Huchem/Hochheim und Stammeln/Stammelen 214 Einwohner und ein Bestand von 56 Häusern ausgewiesen, ohne dass nach Zugehörigkeit zur einzelnen Ortschaft unterschieden wurde. Im 19. Jahrhundert lagen die beiden Weiler Huchem (oder: Hochem) und Stammeln im Abstand von einigen 100 Metern auf dem rechten Abhang der Ruraue, entsprechend etwa dem Verlauf der Köttenicher Straße (Stammeln) und der Bahnhofstraße (Huchem), jeweils etwa von der Hochheimstraße bis zum Buchenweg/Mittelstraße (heutige Straßennamen). Etwas außerhalb des heutigen westlichen Ortsrands nahe der Rur, gut einen halben Kilometer von Huchem und Stammeln entfernt, lagen die obere und die niedere Köttenicher Mühle. 1873 wurde in westlicher Nachbarschaft der beiden Weiler die Bahnstrecke Jülich–Düren eröffnet. In der zweiten Hälfte des 19. Jahrhunderts, als Huchem und Stammeln langsam aufeinander zu wuchsen, wurde am Huchem zugewandten Ortsrand von Stammeln für beide Orte die Pfarrkirche St. Josef errichtet.
Einen entscheidenden Impuls erhielt das Wachstum des Dorfes, als der Dürener Leopold Schoeller jr. (ein Spross der Dürener Industriellenfamilie Schoeller) 1889 im Ortsteil Köttenich an der neuen Düren-Jülicher Landstraße eine Baumwollspinnerei errichtete. Dieses Textilwerk expandierte in den folgenden Jahrzehnten stark; die Textilarbeiter wurden zu einem erheblichen Teil am Ort angesiedelt. In der Folgezeit wurde Huchem-Stammeln, insbesondere Köttenich, zunehmend eine Arbeitersiedlung, die wirtschaftlich sehr stark vom Schoellerschen Textilwerk abhängig war.
Im Zweiten Weltkrieg lag das Dorf im Herbst/Winter 1944/45 einige Zeit in der Nähe der Westfront (vgl.: Rurfront) und wurde erheblich zerstört. Die Textilfabrik Schoeller konnte nach dem Krieg an ihre vorigen Erfolge anknüpfen, doch versuchte die Gemeinde, die wirtschaftliche Abhängigkeit des Dorfes von der Fabrik zu mildern. Im Süden des Dorfes wurde das Gewerbegebiet Rurbenden ausgewiesen, das seitdem mehrfach erweitert wurde. Im letzten Viertel des 20. Jahrhunderts geriet das Textilwerk Schoeller zunehmend unter Kostendruck und technisierte seine Produktion, wodurch viele Arbeitsplätze verloren gingen. Kurz nach 2000 wurde die Textilproduktion am Standort Huchem-Stammeln vollständig eingestellt. Da das Gewerbegebiet Rurbenden mittlerweile nahezu vollständig mit Handels- und Gewerbebetrieben belegt ist, konnte man von einem geglückten Strukturwandel sprechen. Mittlerweile stehen jedoch durch Verlagerungen und Insolvenzen mehrere große Industrieanlagen leer. Das Gewerbegebiet wird nun stärker durch Einzelhandel und Dienstleistungen geprägt.

### Eingemeindung
Am 1. Januar 1972 wurde die bis dahin zum Amtsbezirk Birkesdorf gehörende Gemeinde Huchem-Stammeln im Rahmen der kommunalen Neugliederung in Nordrhein-Westfalen in die Gemeinde Niederzier eingegliedert.

## Wirtschaft und Infrastruktur

### Verkehr

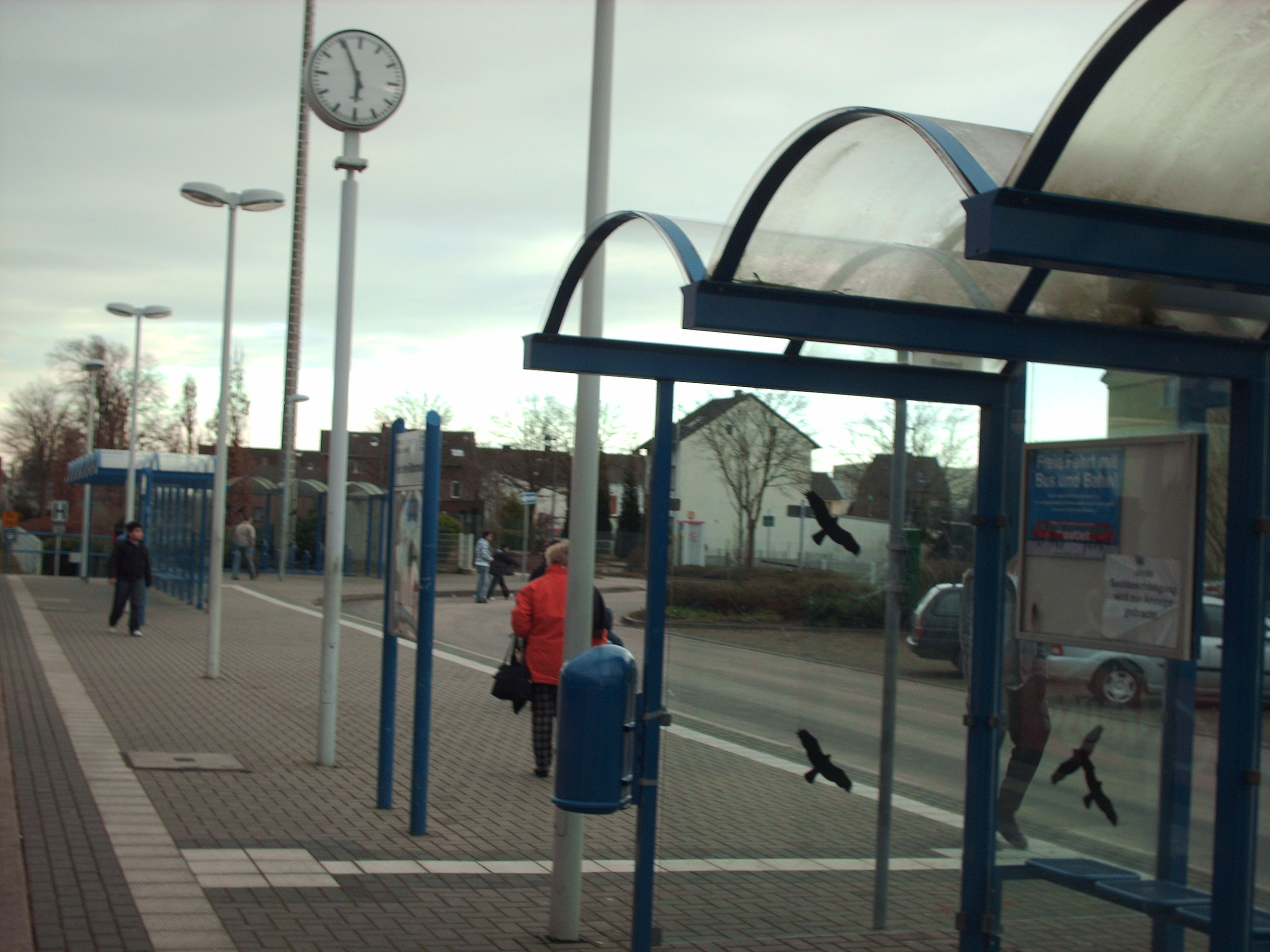
Der Bahnhof Huchem Stammeln vor seinem Umbau

Südlich des Dorfes befindet sich die Anschlussstelle Düren der A 4.
Es besteht im Ort der Bahnhof Huchem-Stammeln der Rurtalbahn an der Bahnstrecke Jülich–Düren. Nach Übernahme des Betriebs durch die Dürener Kreisbahn (DKB) wurde der Bahnhof zu einem Haltepunkt mit einem Gleis zurückgebaut. Seit 2011 ist Huchem-Stammeln wieder zu einem zweigleisigen Bahnhof ausgebaut.
| Linie | Linienverlauf | Takt                                                                                  |
| ----- | --- | ------------------------------------------------------------------------------------- |
| RB 21 | Rurtalbahn: Linnich, SIG Combibloc – Tetz – Broich – Jülich An den Aspen – Jülich Nord – Jülich – Forschungszentrum – Selgersdorf – Krauthausen – Selhausen – Huchem-Stammeln – Im Großen Tal – Düren Stand: März 2022 | 30 min (HVZ) / 60 min (Linnich–Jülich Nord) 30 min / 60 min (SVZ) (Jülich Nord–Düren) |

Der Ort wird außerdem von den AVV-Buslinien 223, 234 und 236 des Rurtalbus bedient. Zusätzlich verkehrt an Wochenenden ein Nachtbus. Bis zum 31. Dezember 2019 wurden die Linien 223 und 236 vom BVR Busverkehr Rheinland und die Linie 234 von der DKB betrieben.
| Linie | Verlauf |
| ----- | --- |
| 223   | (Huchem-Stammeln – Selhausen – Krauthausen –) Daubenrath – Selgersdorf – Altenburg – Jülich Bf/ZOB – Jülich Neues Rathaus – Walramplatz                               |
| 234   | (Ellen – Oberzier – Niederzier – Hambach) / (Huchem-Stammeln – Selhausen) – Krauthausen (– Schophoven) – Merken – Inden/Altdorf (– Lucherberg)                        |
| 236   | Düren Kaiserplatz – StadtCenter – Bahnhof/ZOB – Birkesdorf – Huchem-Stammeln – Oberzier – Niederzier – Ellen – Arnoldsweiler – Merzenich Poolplatz – Merzenich Schule |
| N1    | Nachtbus: nur in den Nächten Fr/Sa und Sa/So Düren Bf/ZOB → Kaiserplatz → Birkesdorf → Huchem-Stammeln → Jülich → Niederzier → Arnoldsweiler                          |

### Gesellschaftliche und soziale Einrichtungen
- Katholische Pfarrkirche St. Josef in der Hochheimstraße
- Katholische Grundschule Huchem-Stammeln in der Hochheimstraße
- Zwei Kindergärten in der Grabenstraße und in der Hochheimstraße
- Bürgerhaus in der Stammelner Straße (Köttenich)
- Fußballplätze mit Vereinsheim des SV SW Huchem-Stammeln in der Karolingerstraße (Köttenich)
- Tennisanlagen des SV SW Huchem-Stammeln in der Grabenstraße
- Altenwohnheim der Arbeiterwohlfahrt in der Mittelstraße

### Vereine
- Das Dorf stellt mit dem TV 1885 Huchem-Stammeln (etwa 1300 Mitglieder) den größten Sportverein der Gemeinde, er bietet die Sportarten Leichtathletik, Turnen, Jazzdance, Tennis, Tischtennis, Handball, Volleyball, Radsport, Schwimmen und Kraftsport an.[6]
- Maigesellschaft „Fidele Jungs“ Huchem-Stammeln 1907 e. V.
- St. Josef Bruder- und Schützengesellschaft 1920 e. V.
- KG „Stammelte Böömche“ Huchem-Stammeln 1948 e. V.
- 1. Karate Dojo Huchem-Stammeln e. V.
- Verein der Freunde und Förderer der Feuerwehr Niederzier – Löschgruppe Huchem-Stammeln
- SV Schwarz-Weiß Huchem-Stammeln 1919 e. V.[7]
- Quartett-Gesangverein 1898 e. V. Huchem-Stammeln
- (KAB) Katholische Arbeitnehmer Bewegung St. Josef Huchem-Stammeln
- VDK-Ortsverband Huchem-Stammeln
- Reit und Fahrfreunde Huchem-Stammeln e. V.
- MSC Huchem-Stammeln
- Musikgruppe'79 Huchem-Stammeln e. V.

### Unternehmen
Zwischen 1974 und 1985 siedelte sich die Firma Anton Lorenz GmbH, ein Sägewerk und Parketthersteller, im Gewerbegebiet an, der 2010 insolvent wurde. Die Firma Pelikan (ehemals Roteck) hatte hier bis zum Ende des Jahres 2010 ihr europäisches Logistikzentrum für Druckerzubehör.

## Kultur und Sehenswürdigkeiten

### Regelmäßige Veranstaltungen
- jährliche Karnevalsveranstaltungen (z. B. Kappensitzung, Kindersitzung, Damensitzung, Kostümball, Karnevalszug)
- jährliches Schützenfest (immer am 4. Wochenende im Juni)
- jährliches Maifest
- 1986–2019 sowie 2022 fand jeweils am 2. Sonntag im September im Gewerbegebiet die Leistungsschau, ein eintägiges Gewerbefest, statt.[8]

## Persönlichkeiten

### Söhne und Töchter des Dorfes
- Nelly Pütz (1939–1959), Kindergärtnerin aus Köttenich